# Peanut Butter (Special Mix)
A Peanut Butter című dal az amerikai Gwen Guthrie 1985-ben megjelent kislemeze, mely egy újrakiadás Larry Levan mixével. A dal a Padlock című 1985-ben megjelent középlemez 2. kimásolt kislemeze, melyen kizárólag korábban megjelent dalok remixei találhatóak.
A dal a Hot R&B / Hip-Hop slágerlistán a 75. helyig jutott,[forrás?] míg a Billboard dance listáján a 13. helyig jutott.[forrás?] Az amerikai kislemez megjelenés B oldalán az 1988-ban kislemezen megjelent Family Affair című dal kapott helyet, mely az 1983-as Gwen Guthrie című albumon található.

## Megjelenések
7"  Garage Records – ITG 72002
- A	Peanut Butter	3:56
- B	Family Affair	4:40

## Slágerlista
| 1985 | Peanut Butter (Special Mix by Larry Levan) | - | 75 | 13 |